# O Rei dos Reis (2025)
O Rei dos Reis
 (título original: The King of Kings) é um filme animado cristão de 2025 escrito e dirigido por Seong-ho Jang, livremente adaptado do livro The Life of Our Lord de Charles Dickens.  Realizado pela produtora sul-coreana Mofac Studios, foi animado no Vietnã pelo Animost Studio, com pós-produção no SunJive Studios na Austrália, e seu áudio original é em inglês, com atores dos Estados Unidos e Reino Unido. Foi lançado em abril de 2025, nos Estados Unidos pela Angel Studios, Inc. e no Brasil pela recém-criada Heaven Content, aproveitando que era o mês da Páscoa.

## Elenco
- Kenneth Branagh como Charles Dickens
- Uma Thurman como Catherine Dickens
- Mark Hamill como Rei Herodes
- Pierce Brosnan como Pôncio Pilatos
- Roman Griffin Davis como Walter Dickens
- Forest Whitaker como Pedro
- Ben Kingsley como Caifás
- Oscar Isaac como Jesus Cristo
- Ava Sanger como Mary Dickens
- Dee Bradley Baker como Willa o gato
- James Arnold Taylor como Melchior, Mateus, Felipe, Tomé, jovem Jesus, escriba de Herodes
- Jim Cummings como Fariseu Hilel, Dismas, Tiago Maior
- Fred Tatasciore como Fariseu Eleazar
- Vanessa Marshall como Maria de Betânia
- Mick Wingert como Gaspar, Fariseu Mahaliell
- Imari Williams como Balthazar, Bartolomeu
- Frank Todaro como Gestas
- Millicent Miereanu como Marta